# Động cơ tuốc bin phản lực luồng

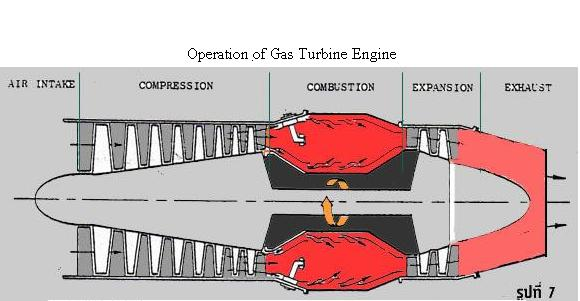

Động cơ tuốc bin phản lực luồng (tiếng Anh - Turbojet engine, viết tắt - TurboJet; tiếng Nga - Турбореактивный двигатель, viết tắt - ТРД) hay còn gọi là máy đẩy luồng là kiểu cổ nhất của động cơ phản lực không khí nói chung và đến ngày nay vẫn tiếp tục sử dụng, phát triển. Hai kỹ sư, Frank Whittle ở Anh Quốc và Hans von Ohain ở Đức, đã độc lập phát triển khái niệm về loại động cơ này từ cuối thập kỷ 1930. Máy bay chiến đấu, được trang bị động cơ phản lực, lần đầu tiên được đưa vào sử dụng năm 1944, giai đoạn cuối Chiến tranh thế giới thứ hai.
Một động cơ turbin phản lực thường được dùng làm động cơ đẩy cho máy bay. Không khí được đưa vào bên trong những máy nén quay thông qua cửa hút khí và được nén tới áp suất cao trước khi đi vào buồng đốt. Ở đây không khí trộn với nhiên liệu và được đốt cháy. Quá trình cháy này khiến nhiệt độ khí tăng lên rất nhiều. Các sản phẩm cháy nhiệt độ cao thoát ra khỏi buồng đốt và chạy qua turbin để làm quay máy nén. Dù quá trình này làm giảm nhiệt độ và áp suất khí thoát ra khỏi turbin, thì những tham số của chúng vẫn vượt cao hơn so với điều kiện bên ngoài. Luồng khí bên trong turbin thoát ra ngoài thông qua ống thoát khí, tạo ra một lực đẩy phản lực ngược chiều. Nếu tốc độ phản lực vượt quá tốc độ bay, máy bay sẽ có được lực đẩy tiến về phía trước. Tốc độ luồng khí phụt nói chung phụ thuộc vào tốc độ bay, đây cũng là lý do các máy bay muốn có tốc độ vượt âm, hiện nay phải sử dụng loại động cơ này.
Các động cơ tuabin phản lực tạo được vòng quay lớn, nhiệt độ làm việc cao nên đòi hỏi công nghệ chế tạo đặc biệt.

## Cửa hút gió

Một hình ảnh động của một máy nén hướng trục. Các lưỡi màu đậm hơn là các stator (sta-to)

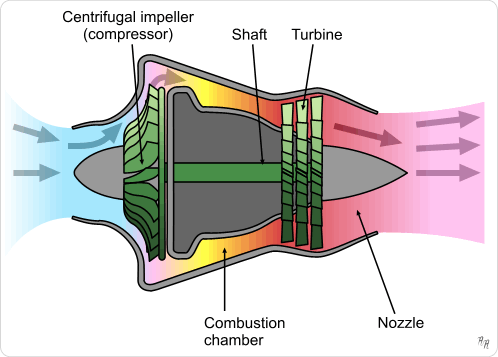
Biểu đồ thể hiện hoạt động luồng li tâm của một động cơ turbin phản lực. Máy nén hoạt động nhờ giai đoạn turbin và đẩy khí đi nhanh hơn, buộc nó phải chạy song song với trục đẩy.

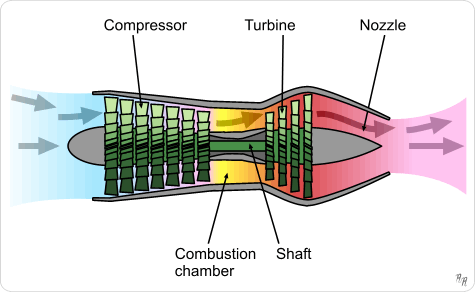
Biểu đồ thể hiện hoạt động của dòng khí quanh trục trong động cơ turbin phản lực. Ở đây, máy nén cũng hoạt động nhờ turbin, nhưng dòng khí vẫn song song với trục đẩy.

Phía trước máy nén là cửa hút gió (hay cửa vào), nó được thiết kế để hút được càng nhiều không khí càng tốt. Sau khi qua cửa hút gió, không khí đi vào hệ thống nén.

## Máy nén không khí
Máy nén quay ở tốc độ rất cao, làm tăng năng lượng cho dòng khí, cùng lúc nén khí lại khiến nó tăng áp suất và nhiệt độ.
Đối với hầu hết các máy bay dùng động cơ phản lực turbin, không khí nén được lấy từ máy nén trong nhiều giai đoạn để phục vụ các mục đích khác như điều hòa không khí/điều hòa áp suất, chống đóng băng cửa hút khí, và nhiều việc khác.
Có nhiều kiểu máy nén được dùng cho máy bay động cơ phản lực turbin và turbin khí nói chung: trục, ly tâm, trục-ly tâm, ly tâm đôi, vân vân.
Các máy nén giai đoạn đầu có tỷ lệ nén tổng thể ở mức thấp 5:1 (tương tự mức của đa số các động cơ phụ và máy bay động cơ turbin phản lực loại nhỏ ngày nay). Những cải tiến khí độc lực sau này cho phép các máy bay dùng động cơ turbin phản lực ngày nay đạt tỷ lệ nén tổng thể ở mức 15:1 hay cao hơn. So sánh với các động cơ phản lực cánh quạt đẩy) dân dụng hiện nay có tỷ lệ nén tổng thể lên tới 44:1 hay cao hơn.
Sau khi đi ra khỏi bộ phận nén, không khí nén vào trong buồng đốt.

## Buồng đốt
Quá trình đốt bên trong buồng đốt khác rất nhiều so với quá trình đốt trong động cơ piston. Trong một động cơ piston khí cháy bị hạn chế ở khối lượng nhỏ, khi nhiên liệu cháy, áp suất tăng lên đột ngột. Trong một động cơ turbin phản lực, hỗn hợp không khí và nhiên liệu, không hạn chế, đi qua buồng đốt. Khi hỗn hợp cháy, nhiệt độ của nó tăng đột ngột, áp lực trên thực tế giảm đi vài phần trăm.
Nói chi tiết, hỗn hợp không khí-nhiên liệu phải được ngăn lại ở mức hầu như dừng hẳn để đảm bảo tồn tại một ngọn lửa cháy ổn định, quá trình này diễn ra ngay đầu buồng đốt. Và chưa tới 25% không khí tham gia vào quá trình cháy, ở một số loại động cơ tỷ lệ này chỉ đạt mức 12% phần còn lại đóng vai trò dự trữ để hấp thu nhiệt tỏa ra từ quá trình đốt nhiên liệu.
Một khác biệt nữa giữa động cơ piston và động cơ phản lực là nhiệt độ đỉnh điểm trong động cơ piston chỉ diễn ra trong khoảnh khắc, trong một phần nhỏ của toàn bộ quá trình. Buồng đốt trong một động cơ phản lực luôn đạt mức nhiệt độ đỉnh và có thể làm chảy lớp vỏ ngoài. Vì thế chỉ một lõi ở giữa của dòng khí được trộn với đủ nhiên liệu đảm bảo cháy thực sự. Vỏ ngoài được thiết kế với hình dạng sao cho luôn có một lớp không khí sạch không cháy nằm giữa bề mặt kim loại và nhân giữa. Lớp không khí không cháy này được trộn với các khí cháy làm nhiệt độ giảm xuống ở mức turbin có thể chịu đựng được.
Một điểm quan trọng khác là ở động cơ turbine, quá trình đánh lửa của bugi chỉ xảy ra trong quá trình khởi động, và ngọn lửa được duy trì bởi chính nó trong suốt quá trình hoạt động.

## Turbin

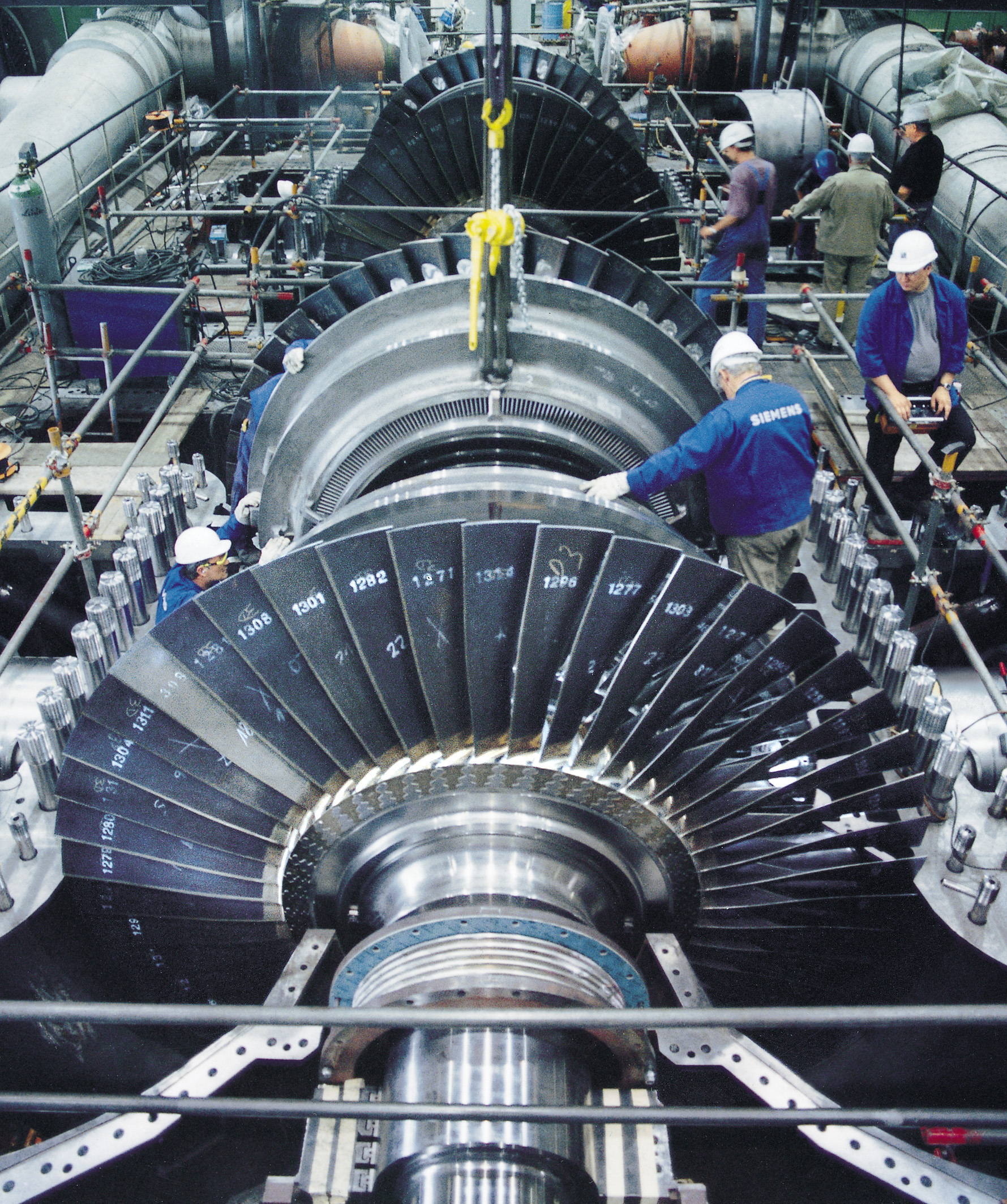
Cánh turbine trong một động cơ mở

Khí nóng ra khỏi buồng đốt được hướng chạy qua các lá turbine làm quay turbine. Về mặt khí động các lá turbine có cấu tạo gần giống như các lá máy nén nhưng chỉ có hai hoặc ba tầng và bản chất hoàn toàn ngược với máy nén. Khí nóng qua turbine giãn nở sinh công làm quay các tầng turbine. Turbine quay sẽ kéo quay máy nén. Một phần năng lượng quay của turbine được tách ra để cung cấp cho các phụ kiện như bơm nhiên liệu, dầu, thủy lực...

## Ống thoát khí
Sau turbin, khí cháy thoát ra ngoài qua ống thoát khí tạo ra một tốc độ phản lực lớn. Ở ống thoát khí hội tụ, các ống dẫn hẹp dần dẫn tới miệng thoát. Tỷ lệ áp lực ống thoát khí của một động cơ phản lực thường đủ lớn để khiến khí đạt tốc độ Mach 1.0.
Tuy nhiên, nếu có lắp một ống thoát khí kiểu hội tụ-phân kì "de Laval", vùng phân rã cho phép khí nóng đạt tới tốc độ trên âm ngay bên trong chính ống thoát khí. Cách này có hiệu suất lực đẩy hơi lớn hơn sử dụng ống thoát khí hội tụ. Tuy nhiên, nó lại làm tăng trọng lượng và độ phức tạp của động cơ.

## Lực đẩy thực
Dưới đây là một phương trình gần đúng để tính toán lực đẩy thực của một động cơ phản lực:
{\displaystyle F_{n}=m\cdot (V_{jfe}-V_{a})}
khi:
{\displaystyle m=\,}lưu lượng khối lượng dòng khí vào
{\displaystyle V_{jfe}=\,} vận tốc của dòng khí sau động cơ (vận tốc dòng khí được phun ra) (in the exhaust plume)
{\displaystyle V_{a}=\,} vận tốc của dòng khí vào động cơ, bằng với tốc độ bay của máy bay
Trong khi {\displaystyle m.V_{jfe}\,} thể hiện tổng lực đẩy của ống thoát khí, {\displaystyle m.V_{a}\,} thể hiện the ram drag của cửa hút gió. Rõ ràng tốc độ phản lực phải vượt quá tốc độ bay nếu có một lực đẩy thực vào thân máy bay.

## Tỷ lệ lực đẩy trên năng lượng
Một động cơ turbin phản lực đơn giản tạo ra lực đẩy gần: 2.5 pounds lực trên sức ngựa (15 mN/W).
Trong khi thể hiện tổng lực đẩy của ống thoát khí, thể hiện the ram drag của cửa hút gió. Rõ ràng tốc độ phản lực phải vượt quá tốc độ bay mới có một lực đẩy thực vào thân máy bay

## Những cải tiến chu trình hoạt động
Việc tăng tỉ số nén chung của hệ thống nén làm tăng nhiệt độ đầu vào buồng đốt. Vì vậy, với một lưu lượng khí và nhiên liệu cố định, cũng làm tăng nhiệt độ đầu vào tua-bin. Tuy nhiệt độ tăng lên cao hơn qua máy nén, nhưng dẫn đến việc rơi nhiệt độ lớn hơn trên hệ thống tua-bin, nhiệt độ vòi phun không bị ảnh hưởng bởi vì lượng nhiệt như nhau được thêm vào hệ thống. Tuy nhiên việc đó làm tăng áp suất vòi phun, bởi vì tỉ số áp suất chung tăng nhanh hơn tỉ số giãn nở của tua-bin. Kết quả là tăng lực đẩy trong khi thiêu hao nhiên liệu (nhiên liệu/lực đẩy) giảm.
Do động cơ phản lực tăng áp (turbojets) có thể chế tạo để sử dụng nhiên liệu hiệu quả hơn bằng cách tăng tương ứng cả tỉ số áp suất chung và nhiệt độ đầu vào tua-bin. Tuy vậy, vật liệu tua bin phải tốt hơn và/hoặc phải cải thiện làm mát cánh quạt/cánh lòng máng tua bin để phù hợp với việc tăng cả nhiệt độ đầu vào tua bin và nhiệt độ khí nén đầu ra của máy nén. Cuối cùng việc tăng áp đòi hỏi vật liệu chế tạo máy nén phải tốt hơn.
Các động cơ ban đầu của người Đức gặp các vấn đề nghiêm trọng về điều khiển nhiệt độ đầu vào tua-bin. Các động cơ ban đầu của họ trung bình chỉ hoạt động khoảng 10 giờ là hỏng; Thường là các cánh lòng máng bằng kim loại bay ra phía sau động cơ khi tua-bin bị quá nhiệt.
Các động cơ của Anh chịu đựng tốt hơn bởi vì vật liệu tốt hơn. Người Mỹ có vật liệu tốt hơn bởi vì họ có độ tin cậy vào bộ tăng áp siêu nạp dùng cho động cơ máy bay ném bom ở độ cao lớn trong Thế chiến hai. Thời gian đầu, một số động cơ phản lực của Mỹ đã kết hợp khả năng phun nước vào động cơ để làm lạnh luồng khí nén trước khi đốt, thường là khi cất cánh. Nước làm cho việc đốt cháy không được hoàn toàn và kết quả là động cơ lại hoạt động làm mát lần nữa, nhưng máy bay cất cánh sẽ để lại một luồng khói lớn.
Ngày nay, các vấn đề như vậy được kiểm soát tốt hơn, nhưng nhiệt độ vẫn giới hạn tốc độ không khí trong các máy bay vượt tiếng động (máy bay siêu thanh). Tại tốc độ rất cao, việc nén không khí đầu vào làm tăng nhiệt độ đến mức mà các cánh nén có thể bị nung chảy. Tại tốc độ thấp hơn, vật liệu tốt nhất được tăng tới nhiệt độ tới hạn, và việc kiểm soát điều chỉnh nhiên liệu tự động làm cho việc động cơ bị quá nhiệt gần như được loại trừ.